# ولو (بهشهر)
وِلو، روستایی است از توابع بخش یانه‌سر شهرستان بهشهر در استان مازندران ایران.

## جمعیت
این روستا در دهستان عشرستاق قرار دارد و براساس سرشماری مرکز آمار ایران در سال ۱۳۸۵، جمعیت آن ۲۲۴ نفر (۵۱خانوار) بوده‌است. مردم ولو از قومیت طبری هستند. مردم ولو به زبان طبری (مازندرانی) سخن می‌گویند.